# Nebo, Illinois
Nebo är en ort i Pike County i delstaten Illinois, USA.